# 金青 (德国)
金青是德国巴伐利亚州的一个市镇。总面积40.34平方公里，总人口3139人，其中男性1555人，女性1584人（2011年12月31日），人口密度78人/平方公里。